# John Stirratt
John Stirratt (Nueva Orleans, 26 de noviembre de 1967) es el bajista y multiinstrumentista de las bandas estadounidenses Wilco y The Autumn Defense.

## Biografía
Stirratt nació en Nueva Orleans, Luisiana, el 26 de noviembre de 1967 y creció en los alrededores de Mandeville. Asistió a la Mandeville High School y luego a la Universidad de Misisipi. Tocaba regularmente en el Southeastern U.S. con The Hilltops, una banda con base en Oxford, Misisipi, en la que participaba su hermana melliza Laurie Stirrat y su esposo Cary Hudson. Fue en aquel entonces cuando conoció y se hizo amigo de los miembros de Uncle Tupelo y fue con ellos a sus giras por el este y el oeste de Estados Unidos.
Tras la separación de The Hilltops en 1990 grabó un disco bajo el nombre de The Gimmecaps e integró por un breve tiempo la banda de Los Ángeles The Bluerunners, antes de unirse a Uncle Tupelo en 1992 como bajista y guitarrista en su último álbum, Anodyne (1993). Cuando la banda se separó, se juntó nuevamente con Jeff Tweedy, Ken Coomer y Max Johnston para fundar Wilco en 1994. Es el único miembro fundador que contribuyó con todos sus lanzamientos. Stirrat formó con Jay Bennet y Coomer un proyecto paralelo a Wilco llamado Courtesy Move, que grabó en 1996 un álbum que nunca se puso a la venta.
Formó Autumn Defense en 2000 con un amigo y colega de Nueva Orleans, Pat Sansone. Grabaron su álbum debut The Green Hour en dicha ciudad y en Nashville con Bob Egan y el baterista, lanzado finalmente en 2001 a través del propio sello de Stirratt, Broadmoor Records. Lanzaron Circles en 2003 con Greg «G. Wiz» Wieczorek en batería y el bajista Brad Jones. La posterior inclusión de Sansone a Wilco en 2004 permitió a la banda colaborar con más tiempo en su tercer álbum de estudio, titulado The Autumn Defense (2006). Stirratt y su hermana, Laurie, grabaron un dúo titulado «Laurie & John» en el álbum de folk rock Arabella (2003), el primer disco de los hermanos en 12 años. Stirrat es además miembro de la hermandad Phi Kappa Tau.